# На тропе валлаби
«На тропе валлаби» (англ. On the wallaby track) — картина австралийского художника Фредерика Мак-Каббина, написанная маслом.

## История
Название картины происходит от разговорного австралийского термина «На тропе валлаби», используемого для описания странствующих сельских рабочих, перемещающихся с места на место в поисках работы (от «валлаби» — сумчатые млекопитающие из семейства кенгуровых). На полотне размером 122 × 224 см изображена странствующая семья: женщина с ребёнком на коленях и мужчина, готовящий на костре чай в ёмкости билли («билли» — посуда для кипячения чая, используемая в Австралии и Новой Зеландии). Эта работа считается одной из самых известных австралийских картин.
Мак-Каббин написал картину возле своей резиденции в мельбурнском пригороде Брайтон, штат Виктория. В качестве модели натурщиков он использовал свою семью: жену Энни — для женщины, своего маленького сына Джона — для ребёнка, Майкла Мориати (Michael Moriaty), младшего брата Энни — в качестве мужчины у костра. Инфракрасное исследование картины показало, что голова женщины была первоначально нарисована лицом к зрителю, и только потом была изображена повернутой к мужу.
В настоящее время картина является частью коллекции Художественной галереи Нового Южного Уэльса, приобретённой музеем в 1897 году за 126 фунтов стерлингов.
Работа широко известна в Австралии благодаря использованию в рекламе шоколадных батончиков KitKat в 1980-х годах. 17 июня 1981 года эта картина была изображена на австралийской почтовой марке стоимостью 2 доллара.